# Erica tragomontana
Erica tragomontana är en ljungväxtart som beskrevs av R.C.Turner. Erica tragomontana ingår i släktet klockljungssläktet, och familjen ljungväxter. Inga underarter finns listade i Catalogue of Life.